# Elecciones parlamentarias de Senegal de 2022
Las elecciones parlamentarias de Senegal de 2022 se realizaron en dicho país el 31 de julio del mencionado año. Se elegirán los 165 miembros de la unicameral Asamblea Nacional para periodo 2022-2027.
La coalición Unidos en la Esperanza (BBY) del presidente Macky Sall ocupó el primer lugar, pero sufrió un revés al perder la mayoría absoluta de los escaños que tenía desde 2012.
La coalición Libera al Pueblo (WAW) de Ousmane Sonko logró un gran avance y cuadruplico su número de escaños, convirtiéndose en la principal fuerza de oposición. La coalición Salvar Senegal (WS), encabezada por el Partido Democrático Senegalés (PDS), experimentó una ligera caída en votos sin embargo, logró aumentar su número de escaños.
Beneficiándose de la reunión postelectoral del diputado de Convergencia Democrática Misma Visión (BGG), Unidos en la Esperanza (BBY) logró retener la mayoría en la Asamblea Nacional con un escaño.

## Antecedentes
Las elecciones legislativas de 2017 estuvieron marcadas por la aplastante victoria de la coalición Unidos por la Esperanza (BBY), una mayoría parlamentaria saliente que apoyaba al presidente Macky Sall y compuesta principalmente por su partido, la Alianza por la República (APR), como así como la Alianza de Fuerzas para el Progreso (AFP) y el Partido Socialista (PS). Solo la coalición tiene 125 escaños de 165, lo que permite que el jefe de Estado se beneficie del apoyo de una gran mayoría, con esto Mohammed Dionne es reelegido como primer ministro.
La oposición, dividida en varias coaliciones, incluida la Coalición ganadora  Wattu Senegaal encabezada por el Partido Democrático Senegalés (PDS) del expresidente Abdoulaye Wade, no logró imponerse. Contrario a las previsiones, la participación fue relativamente alta, con algo más de la mitad de los votantes registrados, casi 20 puntos más que en las elecciones de 2012.
Posteriormente, Macky Sall fue reelegido para un segundo mandato en las elecciones de 2019, que ganó en la primera vuelta con poco más del 58% de los votos. El 14 de mayo de 2019 decidió suprimir el cargo de primer ministro. La medida, que supuestamente agilizaría el funcionamiento del Estado, resultó muy controversial, en particular por su ausencia en el programa presidencial de Macky Sall durante la campaña de 2019. La oposición acusó al presidente de buscar concentrar todos los poderes. La función finalmente se restableció a principios de diciembre de 2021, Macky Sall reconoció durante una entrevista que no podía ocuparse de Senegal solo en el contexto de la próxima presidencia de Senegal de la Unión Africana. Anunció en esta oportunidad que la designación de un nuevo primer ministro se daría luego de las elecciones municipales y departamentales de enero de 2022.
Las elecciones municipales del 23 de enero de 2022 resultaron ser una derrota para la coalición Unidos por la Esperanza del presidente Sall, la oposición ganó en particular la capital Dakar, así como la ciudad más grande del sur del país, Ziguinchor. Este último lo ganó Ousmane Sonko, quien se posiciona como el favorito de la oposición para las elecciones presidenciales de 2024. Dos semanas después, Macky Sall fijó las elecciones legislativas para el 31 de julio. Posteriormente, el nombramiento del nuevo primer ministro se pospone a una fecha indefinida después de estas fechas.

## Sistema electoral

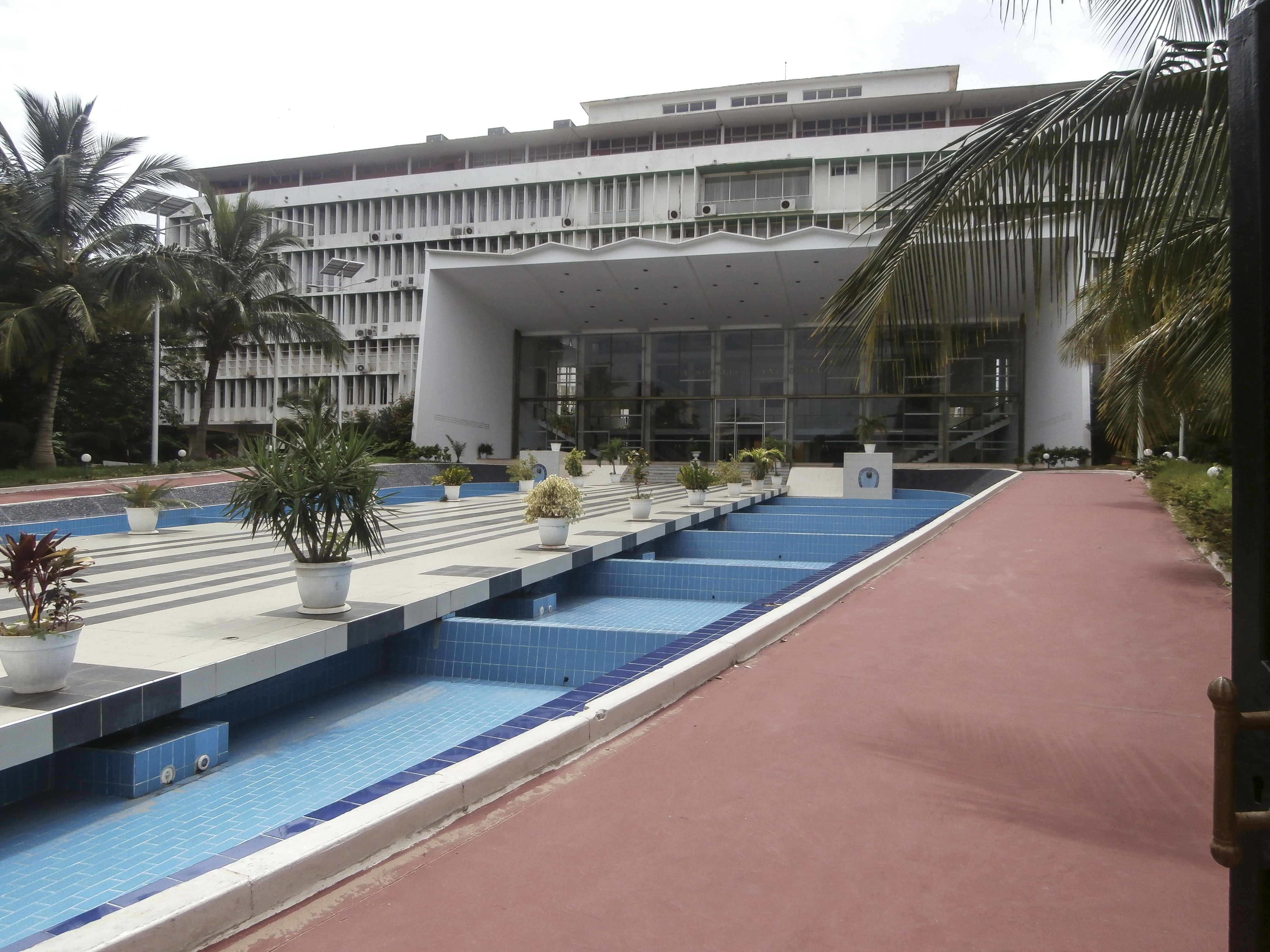
Asamblea Nacional de la República

La Asamblea Nacional está compuesta por 165 escaños ocupados durante cinco años según un sistema de votación paralelo en 54 distritos electorales correspondientes a los 46 departamentos de Senegal a los que se suman 8 distritos electorales de la diáspora. De este total, 112 escaños se ocupan por sistema de lista mayoritaria con uno a siete escaños por circunscripción, dependiendo de su población. Los distritos electorales de la diáspora tienen entre uno y tres escaños, para un conjunto total de quince escaños. Los electores votan por lista cerrada de candidatos e igual número de suplentes, sin fraccionamiento ni voto preferencial. La lista con más votos gana todos los escaños a cubrir en su circunscripción. En aquellos con un solo escaño, el voto se transforma en un distrito uninominal.
Los 53 escaños restantes se ocupan mediante votación proporcional plurinominal sobre la base del total de votos de los partidos sumados a nivel nacional. Ambos sistemas funcionan independientemente el uno del otro. A diferencia de un sistema mixto, los escaños asignados por la representación proporcional no se asignan de tal manera que su suma a los del voto mayoritario haga que los escaños totales de los partidos correspondan a sus porcentajes de votos nacionales. Cada partido obtiene una parte de los escaños ocupados por representación proporcional correspondiente a su participación en el voto, a lo que se suman los 112 escaños obtenidos en las circunscripciones de mayoría relativa, dando a la papeleta una tendencia mayoritaria. La asignación de escaños se realiza según el sistema de cociente simple. En el caso de candidatos independientes, los escaños que queden después del primer cómputo se asignan según la regla del mayor resto
Desde que se votó una ley de paridad en 2010, las listas de candidatos y suplentes deben alternar obligatoriamente los candidatos de un sexo u otro. En el caso de que deba cubrirse un solo escaño en la circunscripción, el titular y el suplente deberán ser de distinto sexo. Para participar en las elecciones legislativas, los partidos deben recoger previamente las firmas de al menos el 0,5% de los electores inscritos en las listas electorales de al menos la mitad de las regiones del país, con un mínimo de mil firmas por región.

## Resultados
|  | 46.56 % |

|  | 32.85 % |

|  | 14.46 % |

|  | 1.73 % |

|  | 1.60 % |

|  | 1.38 % |

|  | 0.79 % |

|  | 0.64 % |

|  | 99.37 % |

|  | 0.63 % |

|  | 100.00 % |

|  | 100.00 % |

## Análisis
A pesar de obtener poco menos de la mitad de los votos emitidos, la coalición Unidos por la Esperanza (BBY) del presidente Macky Sall sufrió un descenso en comparación con 2017 en términos de porcentaje de votos y sufrió la competencia de una oposición unida en coaliciones. Así Unidos por la Esperanza perdió así la mayoría absoluta de los escaños que ostentaba desde las elecciones legislativas de 2012.
La oposición confirma su ascenso iniciado durante las elecciones municipales. Con casi un tercio de los votos, la coalición Liberar el Pueblo (YAW) de Ousmane Sonko hizo un gran avance y cuadriplicó su número de escaños, convirtiéndose en la principal fuerza de oposición. La coalición Salvar Senegal (WS) del Partido Democrático Senegalés (PDS) experimentó una ligera caída en votos, pero sin embargo logró aumentar su número de escaños. La votación de 2022 conduce así a una división de la asamblea en tres bloques principales: a diferencia de 2017, solo otros tres partidos logran ganar un escaño.
La pérdida de su mayoría absoluta es un duro golpe para Macky Sall, quien mantiene la incógnita sobre su intención de presentarse a un tercer mandato. La oposición también denuncia irregularidades en la Región de Fatick, bastión del presidente, registrando esta última una tasa de participación considerada anormalmente alta por la oposición. Sin embargo, no se interpuso recurso alguno ante el Consejo Constitucional.
Unidos por la Esperanza (BBY), necesitando sólo un escaño para lograr la mayoría absoluta, los tres partidos alternativos de oposición que lograron un escaño se encuentran en la posición de hacedores de reyes. En la noche del 11 de agosto, el único diputado y líder del partido Convergencia Democrática Misma Visión (BGG), Pape Diop, anunció que se unía a la coalición presidencial. La movilización del exalcalde de Dakar, que se justifica por el deseo de evitar un 'bloqueo en el funcionamiento de nuestras instituciones', permite así a Macky Sall mantener la mayoría en la asamblea con 83 escaños de 165. Bajo un régimen presidencial , Sall no estaba obligado a nombrar un gobierno de cohabitación ni a nombrar un primer ministro. Esta situación, donde el presidente habría gobernado por ordenanza, habría constituido sin embargo un “retroceso para [la] democracia”, según Pape Diop.